# Caroline K. Simon
Caroline Klein Simon (12 novembre 1900, New York - 29 juillet 1993, Manhattan) est une avocate et femme politique américaine.
Caroline K. Simon a surmonté les premiers obstacles empêchant les femmes de faire carrière dans les professions juridiques aux États-Unis. Elle est connue pour avoir contribué à la rédaction de la première loi nationale du pays interdisant la discrimination dans l'emploi. Elle a également conduit le pays à imposer une réglementation contre le « blocage » racial par les courtiers immobiliers.

## Biographie
Dans les années 1920, l'admission de Caroline Klein à la faculté de droit de l'Université Columbia est refusée car l'établissement ne dispose ni de toilettes ni d'autres locaux réservées aux femmes. En 1925, elle est diplômée de la faculté de droit de l'Université de New York. 
Après avoir obtenu son diplôme, malgré son solide dossier académique et sa réussite à l'examen du barreau, elle peine à trouver un emploi d'auxiliaire juridique. Sa candidature étant refusée tour à tour par l'ensemble des cabinets de New York. Face à ces refus, elle propose de travailler pendant une année gratuitement afin de prouver aux futurs employeurs ses compétences égales, « pour les convaincre qu'une femme pouvait être avocate », se souvient-elle plus tard.
« Look like a girl, act like a lady, think like a man and work like a dog ».

« Ressemblez à une fille, agissez comme une dame, pensez comme un homme et travaillez comme un chien. »

— Caroline K. Simon
Le cabinet Greenbaum, Wolff & Ernst accepte la proposition. Dès le terme de cette année d'essai, Caroline K. Simon obtient un emploi permanent. Elle décide cependant de travailler pour des clients démunis et des groupes de planification familiale. Elle travaille alors bénévolement pour la Ligue des femmes électrices, le Conseil national des femmes juives, et d'autres organisations.
En 1935, Caroline K. Simon travaille devient la directrice exécutive du Conseil des femmes juives de l'État de New York et, en 1939, elle est nommée directrice en chef de la Birth Control Review. 
Caroline Klein se marie avec l'avocat Léopold K. Simon et ont deux enfants Lee K. Simon et Cathy Simon Prince. Le couple divorce au début des années 1950. Caroline Klein se remarie avec lrving W. Halpern, agent principal de probation à la Cour des sessions générales de la ville de New York, devenue la Cour suprême de New York en 1962. Il décède en 1966. 
Caroline K. Simon décède d'une crise cardiaque à son domicile de Manhattan, le 29 juillet 1993.

## Carrière politique
Nommée par procureur général Thomas E. Dewey de Manhattan, elle intègre le comité chargé de réviser la loi sur les relations familiales. Au cours de la Seconde Guerre mondiale, elle travaille comme directrice des activités du groupe de l'Office de la défense civile à New York, dans le New Jersey et dans le Delaware.
Thomas E. Dewey, alors gouverneur, la nomme à la commission des accidents du travail de l'État de New York (1944-1945), puis au comité sur la discrimination dans l'emploi du Conseil de guerre temporaire de l'État (1943-1945). Caroline K. Simon mène avec succès des campagnes pour placer des femmes au sein des jurys et réformer le tribunal pour femmes de New York. En 1945, elle est devenue la seule femme membre de la Commission d’État contre la discrimination, participant à l’élaboration des lois de l’État.
En 1956, le gouverneur démocrate W. Averell Harriman la nomme à la tête de la nouvelle commission pour la jeunesse de l'État de New York. L'année suivante, elle se présente à la présidence du conseil municipal de New York en tant que candidate républicaine, élection remportée par l'homme politique et homme d'affaires Abe Stark. 
En 1958, elle devient conseillère juridique auprès de la délégation américaine à la Commission des droits de l'homme des Nations Unies.
La même année, l'avocate rejoint les principaux candidats au poste de ministre des Postes de New York, mais les autorités fédérales lui opposent leur veto. Selon The New York Times, et d'après des responsables proches du ministre des Postes : « L'opposition à la nomination de Mme Caroline K. Simon était fondée sur le motif que le travail était impropre à une femme ».
Face à ce nouveau refus, Caroline Klein déclare lors d'un discours souvent cité : « Il y a quatre choses qu'une femme doit savoir. Elle a besoin de savoir comment ressembler à une fille, se comporter en femme, penser comme un homme et travailler comme un chien ».
En 1959, Caroline Klein est nommée secrétaire d'État à New York par le gouverneur Nelson A. Rockefeller. Elle devient ainsi la seconde femme à occuper ce poste après Florence E. S. Knapp. Au cours de son mandat, elle établit les premières lois du pays contre le « block bustin »", un procédé selon lequel les courtiers manipulaient les craintes des propriétaires concernant les changements raciaux ou ethniques dans les quartiers afin de provoquer des ventes.
En 1963, Caroline Klein devient juge à la Cour des réclamations de New York, pour un mandat de huit ans.